# Bitwa pod Doryleum (1147)
Bitwa pod Doryleum (zwana też II bitwą pod Doryleum i bitwą nad rzeką Bathys) – starcie zbrojne, które miało miejsce 25 października 1147 roku podczas II wyprawy krzyżowej (1147–1149). Była to największa klęska wojsk chrześcijańskich w trakcie całej wyprawy.

## Bitwa
Druga wyprawa krzyżowa została zorganizowana przez królów Konrada III oraz Ludwika VII, ale wojska niemieckie jako pierwsze przeprawiły się przez Bosfor. W październiku 1147 Konrad opuścił Nikeę i wraz z armią skierował się w stronę Doryleum. 
25 października 1147 wykończona długim marszem i brakiem dostatecznych zapasów armia Konrada dotarła nad rzekę Bathys. Tam czekały na nią wojska seldżuckie, które z zaskoczenia zaatakowały krzyżowców. Doszło do masakry, w wyniku której Niemcy utracili ok. 9/10 swojej armii. Konradowi udało się uciec, a resztki jego wojsk dołączyły później do oddziałów Ludwika. 
Szybka i spektakularna klęska Konrada była jednym z powodów niepowodzenia II wyprawy krzyżowej.